# Stazione di San Gottardo
Stazione di San Gottardo vasútállomás Olaszországban, Udine településen.

## Vasútvonalak
Az állomást az alábbi vasútvonalak érintik:
- Udine-Cividale-vasútvonal

## Kapcsolódó állomások
A vasútállomáshoz az alábbi állomások vannak a legközelebb:
- Stazione di Udine
- Stazione di Remanzacco